# Christian Gottfried Schütz
Pour les articles homonymes, voir Schütz.
Christian Gottfried Schütz (19 mai 1747 - 7 mai 1832) est un philologue prussien.

## Biographie
Né à Dederstedt (comté de Mansfeld), il étudie à l'université de Halle et devient instituteur au collège de Brandebourg-sur-la-Havel. En 1769, il est nommé inspecteur du séminaire théologique de Halle, professeur extraordinaire en 1773, puis professeur ordinaire en 1777.
En 1779, il devient professeur de poésie et d'éloquence à l'université d'Iéna où il fonde, avec Christoph Martin Wielandet Friedrich Justin Bertuch le Allgemeine Literatur-Zeitung. Il revient en 1804 à Halle pour occuper le poste de professeur d'histoire de la littérature et d'éloquence, et collabore avec Johann Samuel Ersch à l'édition du Hallesche Literaturzeitung.

## Œuvres
- De particulis latinis (1784)
- Opuscula philologica et philosophica (Halle, 1830)

Il a édité :
- Eschyle, 5 volumes (Halle, 1809-1822)
- Cicéron, 20 volumes (Leipzig, 1814-1823)
- Aristophane (Leipzig, 1821)